# Uładzimir Kopać
Uładzimir Mikałajewicz Kopać (błr. Уладзімір Мікалаевіч Копаць, ros. Владимир Николаевич Копать – Władimir Nikołajewicz Kopat´; ur. 23 kwietnia w Mińsku) – białoruski hokeista, reprezentant Białorusi, olimpijczyk. Trener hokejowy.

## Kariera
- Dynama Mińsk (1991-1993)
- Tiwali Mińsk (1993-1995)
- Awangard Omsk (1995-1996)
- Torpedo Jarosław (1996-1998)
- Siewierstal Czerepowiec (1998-2001)
- SKA Sankt Petersburg (2001)
- Nieftiechimik Niżniekamsk (2001-2002)
- Krylja Sowietow Moskwa (2002)
- HK Kieramin Mińsk (2002-2004)
- Junost' Mińsk (2004-2007)
- HK Homel (2007-2010)

Uczestniczył w turniejach mistrzostw świata w 1994, 1995 (Grupa C), 1996 (Grupa B), 1999, 2000, 2001 (Elita), 2002 (Dywizja I), 2003, 2005, 2006 oraz zimowych igrzysk olimpijskich 2002.

## Kariera trenerska
- HK Homel (2011-2013), asystent trenera
- Dynama Mińsk (2013-2016), asystent trenera
- Reprezentacja Białorusi do lat 18 (2016), asystent trenera
- Reprezentacja Białorusi do lat 20 (2016-2017), asystent trenera
- Amur Chabarowsk (2017-2018), asystent trenera
- Barys Astana (2018-2020), asystent trenera
- Reprezentacja Kazachstanu (2018-2020), asystent trenera
- Łokomotiw Jarosław (2020-), asystent trenera
- Barys Nur-Sułtan (2022-), asystent trenera

W listopadzie 2013 został jednym z asystentów trenera Ľubomíra Pokoviča w klubie Dynama Mińsk w lidze KHL i pozostawał w nim w sezonie KHL (2014/2015). W sezonie 2016/2017 asystent trenera zespołu Białoruś U20, Juryja Fajkoua, ulokowanego w Bobrujsku i grającego w ekstralidze białoruskiej. W połowie 2018 został asystentem w kazachskim klubie Barys Astana oraz równolegle w reprezentacji Kazachstanu (przy głównym trenerze Andreju Skabiełce). Po zwolnieniu z pracy w Kazachstanie w czerwcu 2020 wszedł do sztabu trenerskiego w Łokomotiwie Jarosław (także u boku A. Skabiełki oraz ponownie z innym asystentem Igorem Matuszkinem). Pod koniec września 2021 wraz z Skabiełką został zwolniony z pracy w Łokomotiwie, a w połowie 2022 wszedł do jego sztabu w Barysie Nur-Sułtan.

## Sukcesy
Reprezentacyjne
- Awans do Grupy B mistrzostw świata: 1995
- Czwarte miejsce w turnieju zimowych igrzysk olimpijskich: 2002
- Awans do Elity mistrzostw świata: 2002

Klubowe
- Złoty medal mistrzostw Białorusi: 1993, 1994, 1995 z Tiwali Mińsk, 2005, 2006 z Junostią Mińsk
- Brązowy medal mistrzostw Rosji: 1996 z Awangardem Omsk
- Złoty medal mistrzostw Rosji: 1997 z Łokomotiwem Jarosław
- Brązowy medal mistrzostw Rosji: 1998 z Łokomotiwem Jarosław, 2001 z Siewierstalą Czerepowiec
- Srebrny medal mistrzostw Białorusi: 2003, 2004 z Kieraminem Mińsk
- Mistrzostwo Wschodnioeuropejskiej Ligi Hokejowej: 2003, 2004 z Kieraminem Mińsk
- Puchar Kontynentalny: 2007 z Junostią Mińsk
- Brązowy medal mistrzostw Białorusi: 2007 z Junostią Mińsk, 2010 z HK Homel
- Srebrny medal mistrzostw Białorusi: 2008 z Junostią Mińsk, 2009 z HK Homel

Indywidualne
- Puchar Kontynentalny 2006/2007:
  - Najlepszy obrońca turnieju

Wyróżnienia
- Zasłużony Mistrz Sportu Republiki Białorusi: 2002[8]